# 䓬
䓬（tropylium ion）即环庚三烯正离子（cycloheptatrienyl cation），化学式 [C7H7]+。 1,3,5-环庚三烯發生氧化后成为6π电子芳香性环庚三烯正离子。

## 历史
1891年，G·梅尔林通过环庚三烯和溴的反应，制取出一种可溶于水的溴化合物。和其它溴代烃不同，这种化合物（即溴化䓬）可溶于水，不溶于多数有机溶剂。它和硝酸银溶液反应会形成溴化银沉淀，表明其中含有自由溴离子。1954年，多林和诺克斯通过分析溴化䓬的红外和紫外光谱，发现它不是溴代烃，而是离子化合物C
7H+
7Br−
。类似的高氯酸䓬（C
7H+
7ClO−
4）和碘化䓬（C
7H+
7I−
）也已通过X射线衍射确认为离子化合物。䓬离子的碳-碳键键长为147 pm，比苯（140 pm）长，但比乙烷（154 pm）短。

## 质谱图
䓬正离子经常以m/z = 91的单峰出现在能裂解出苄基正离子（PhCH2+）的化合物的质谱图中，是后者的重排产物。比如甲苯的电子电离质谱图中的基峰就在 M-1 = 91，为亚稳的䓬正离子。